# Кватерко, Адам
А́дам Квате́рко (אברהם קוואַטערקאָ, пол. Adam Kwaterko) — польский журналист и издатель еврейского происхождения, многолетний главный редактор еврейской газеты «Фолксштимэ».

## Биография
В 1968 году Адам Кватерко был назначен главным редактором издания Общественно-культурного общества евреев в Польше еженедельника «Фолксштиме». Эту должность он исполнял до 1991 года, когда газета прекратила издаваться.
Скончался 11 сентября 1993 года в Варшаве и был похоронен на Варшавском еврейском кладбище (квартал 2, ряд 4).

## Источник
- Cmentarze m. st. Warszawy. Cmentarze żydowskie. Warszawa: Rokart, 2003. ISBN 83-916419-3-7